# Emerus
Emerus là một chi thực vật có hoa trong họ Đậu.